# 落貓問題

落下的貓用二個獨立旋轉的物體來建模，一方向在旋轉，但其總角動量為零

落貓問題（falling cat problem）是有關如何解釋猫翻正反射背後的物理學，也就是自由落下的猫如何調整自身的姿勢，在任意初始姿勢的條件下，在著地時都是以腳朝下著地，而且過程不會違反角动量守恆定律。
此問題有趣，看起來無關緊要，不過其解答沒有看起來的那麼直接。落貓問題乍看之下會違反角动量守恆定律（一開始沒有轉動，但在落下過程中會轉動），不過因為猫不是刚体，因此在落下時可以調整其形狀，靠著是具可撓性的脊椎以及非功能性的锁骨。貓的行為是典型塑性變形力學的例子。

## 歷史
落貓問題引起了許多科學家的興趣，包括乔治·斯托克斯、詹姆斯·克拉克·麦克斯韦及艾蒂安-朱尔·马雷。詹姆斯·克拉克·麦克斯韦在寫給他太太凱薩琳·瑪麗·克拉克·麦克斯韦的信上提到說：「這是一個在三一學院的傳統。當我在那裡時，我發現了一個將貓丟下，又讓它無法以四腳朝下著地的方法，因此我用這個方式將貓從窗戶中丟下，我要解釋一下我研究主題是找到貓多快才會轉身，而正確的研究方法是讓貓從桌子或是床上落下，此情形下貓會用四腳著地。」。麦克斯韦特別想要找到貓無法用翻正反射讓自身用四腳著地的高度，而他最後成功的找到了。
落貓問題對斯托克斯及麦克斯韦而言可能只是出於好奇心，而艾蒂安-朱尔·马雷用更嚴謹的方法研究此一問題，他應用定時攝影，利用每秒能拍攝12張照片的計時槍，拍攝貓落下時的影像，马雷根據影像推斷說，貓在剛開始落下時沒有旋轉運動，它沒有以丟貓者的手為杠杆來提早旋轉。因此就暗示了一個自由落下的物體可以獲得角動量。马雷也證明了空氣阻力在貓轉正其身體上的幫助不大。

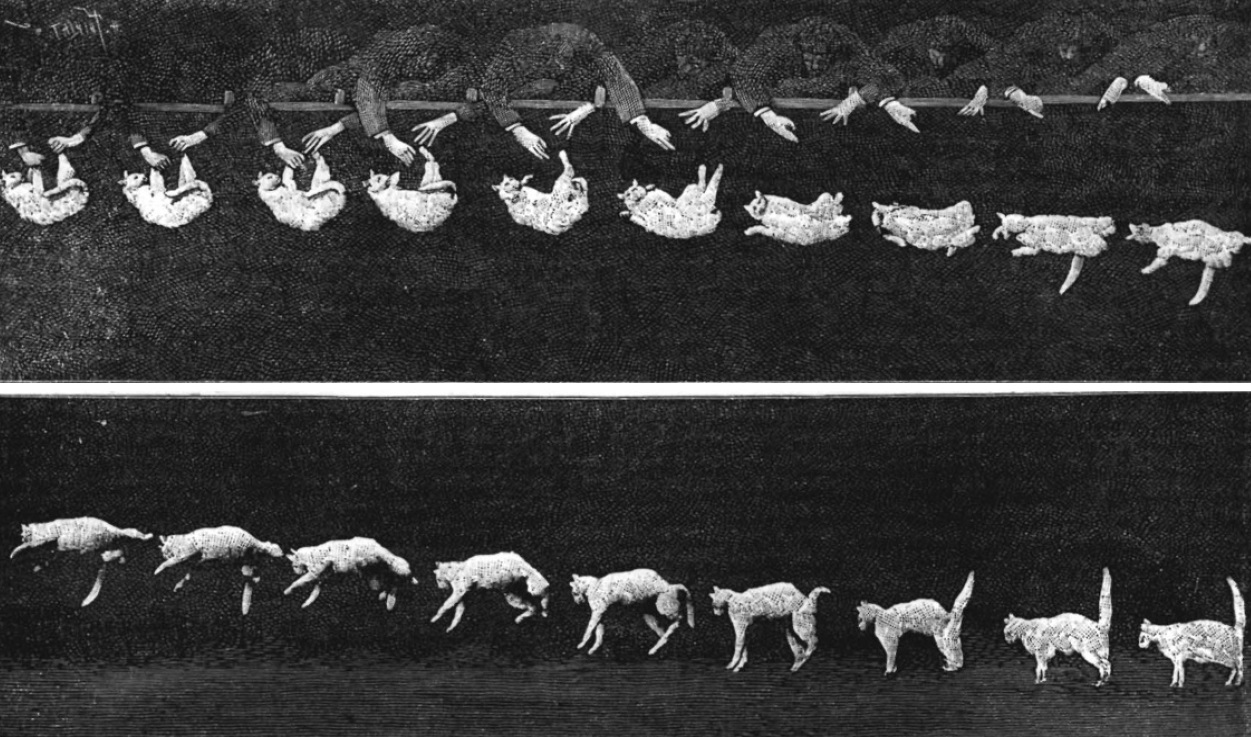
落貓，1894年在《自然》期刊中的圖片，是由艾蒂安-朱尔·马雷發明的計時槍所拍攝。

他的研究發表在《科學院院刊》中，其研究的摘要也發表在《自然》期刊中。《自然》期刊中文章的摘要為：
马雷認為貓利用其自身的慣量來調整其姿勢。產生脊椎骨肌肉作用的扭轉對先作用在前腳上，因為前腳被壓短，且很靠近頸部，其轉動慣量很小，但後腳伸出，幾乎和身體軸線垂直，產生了另一個轉動慣量，其旋轉的方向是和前者相反的。在運動的第二階段，前後腳的姿態相反，前腳的慣性提供了後腳轉動的支點
雖然當時公開了這些影像，當時期的許多科學家仍認為貓在開始落下時是以丟貓者的手為杠杆來提早旋轉，因為貓的動作暗示著此一剛體在落下時會得到角動量，這是不符合角動量守恆定律的。

## 解法
此問題的解，最早是由Kane & Scher (1969)所提出，將貓建模為二個圓柱，分別是身體的前半段及後半段，可以調整這二部份的相對位置。Montgomery (1993)之後將Kane和Scher的模型以組態空間中的联络來描述，而組態空間中包括了在符合物理學條件下，貓身體的二部份可以進行的活動方式。落貓問題的動力學是非完整系統中的典型例子(Batterman 2003)，而非完整系統的研究是控制理论中主要關注點之一。落貓問題的一個解是組態空間中的一條曲線，相對联络是「水平的」（是符合物理學的），而有指定的啟始及結束組態。找最佳解是最佳运动规划的例子之一 (Arbyan & Tsai 1998; Ge & Chen 2007)。

## 延伸閱讀
- Richard Montgomery's homepage （页面存档备份，存于）
- Lagrangian Reduction and the Falling Cat Theorem （页面存档备份，存于）